# Grota Marysieńki
Grota Marysieńki, česky lze přeložit jako Maruščina jeskyně, je vyhlídka a zaniklá umělá jeskyně nacházející se na morénovém útesu nad Gdaňským zálivem Baltského moře. Patří k vesnici Kolibki, městské čtvrti Orłowo města Gdyně v Pomořském vojvodství v severním Polsku.

## Další informace
Asi v roce 1635 zde nechal postavit Daniel Ernest Cyremberg malou pozorovací vyhlídku. Podle legendy zde po vítězství nad Turky v bitvě u Vídně roku 1683 odpočívali polský král Jan III. Sobieski a jeho žena polská královna Maria Kazimíra de La Grange d'Arquien, zvaná Marysieńka (česky Maruška). Sama vládkyně zde trávila čas čekáním na svého manžela. Nicméně samotná jeskyně byla vytvořena až v polovině 19. století a bývala populárním cílem výletů. Královský pár tam možná strávil nějaký čas, avšak určitě ne v jeskyni. Dle stavu z roku 2022 z celé jeskyně a vyhlídky zbyly jen dva zděné sloupky a delší dobu se diskutuje možnost obnovy tohoto místa.
K místu vedou lesní stezky.

## Galerie

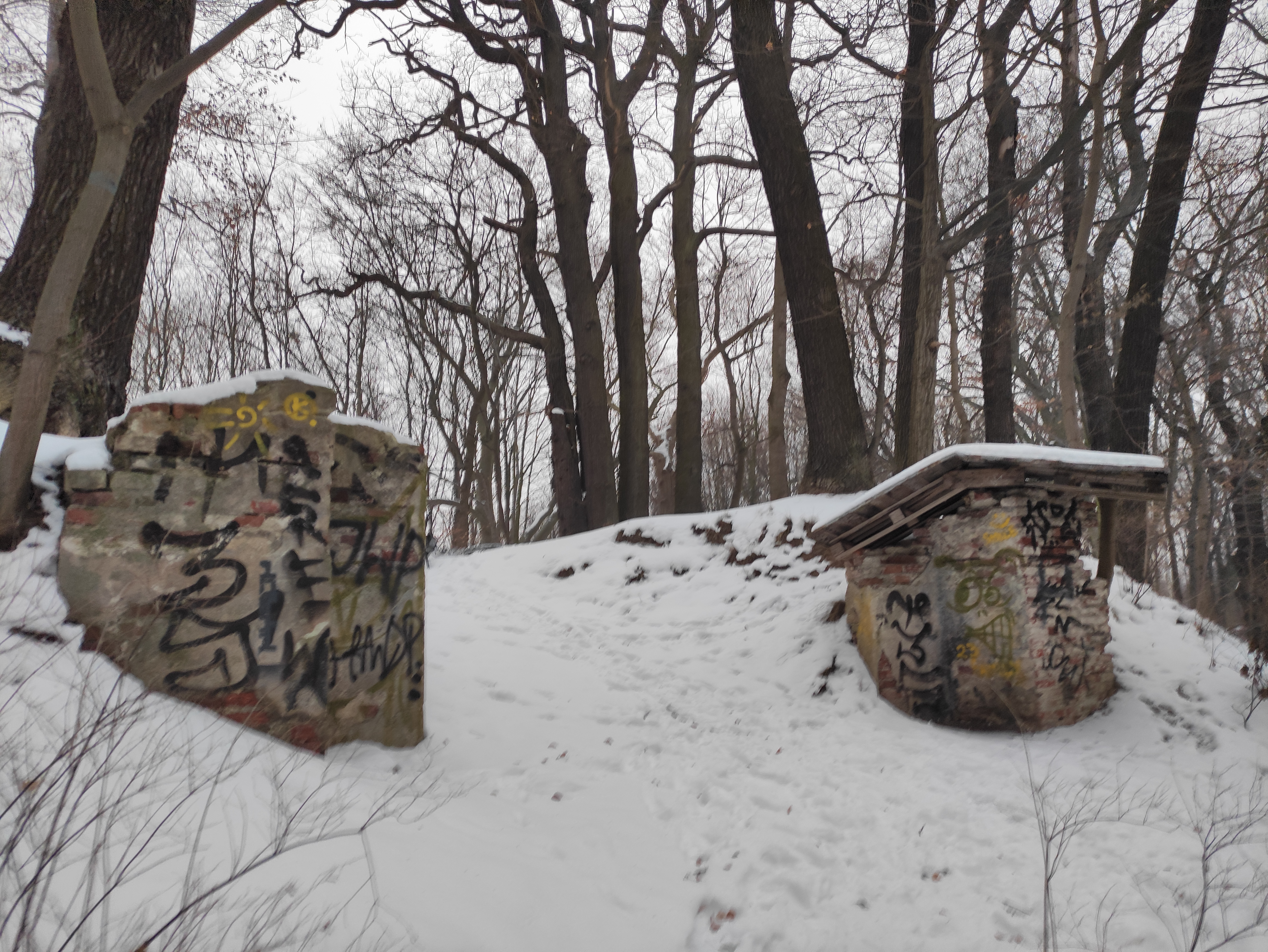
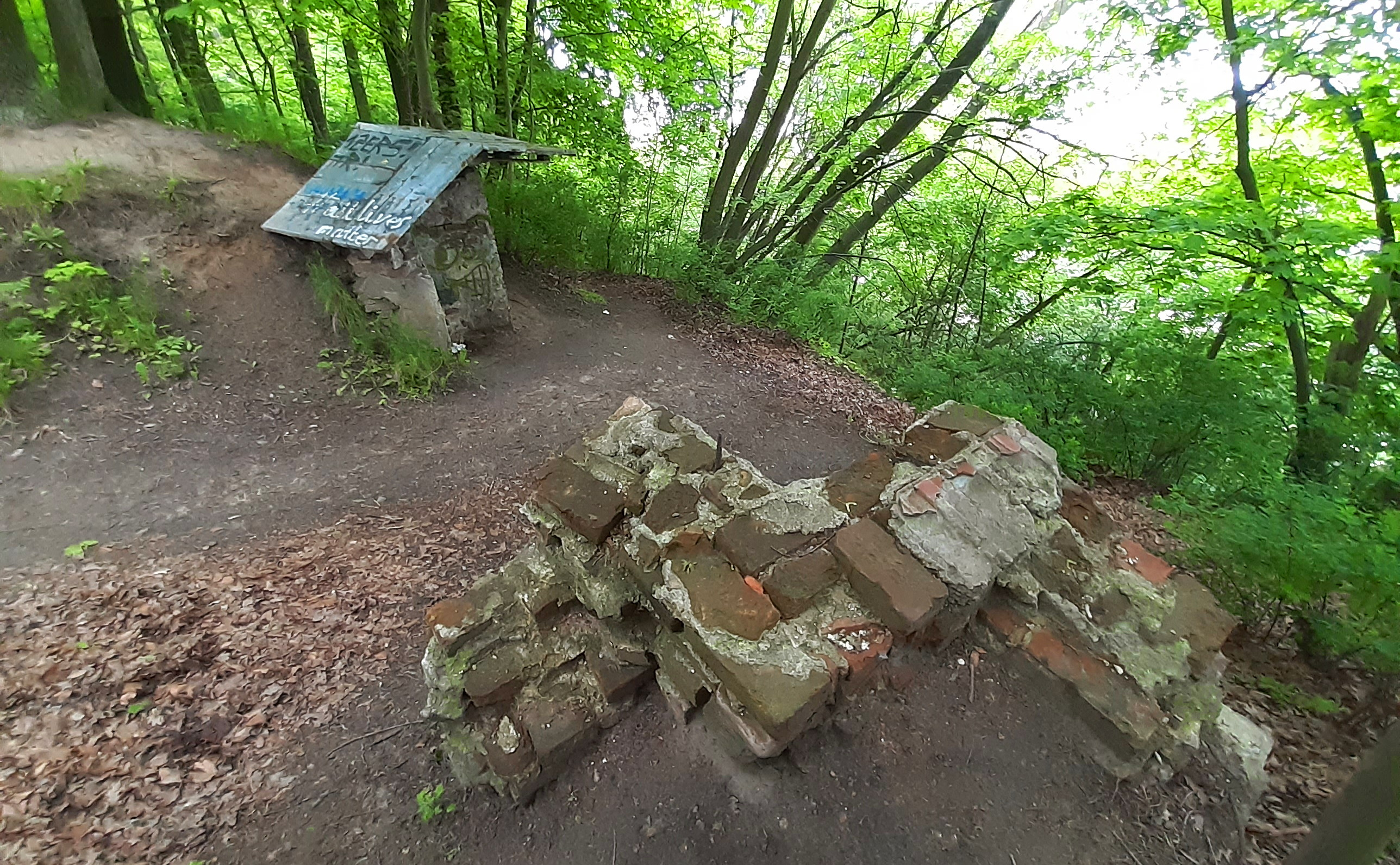
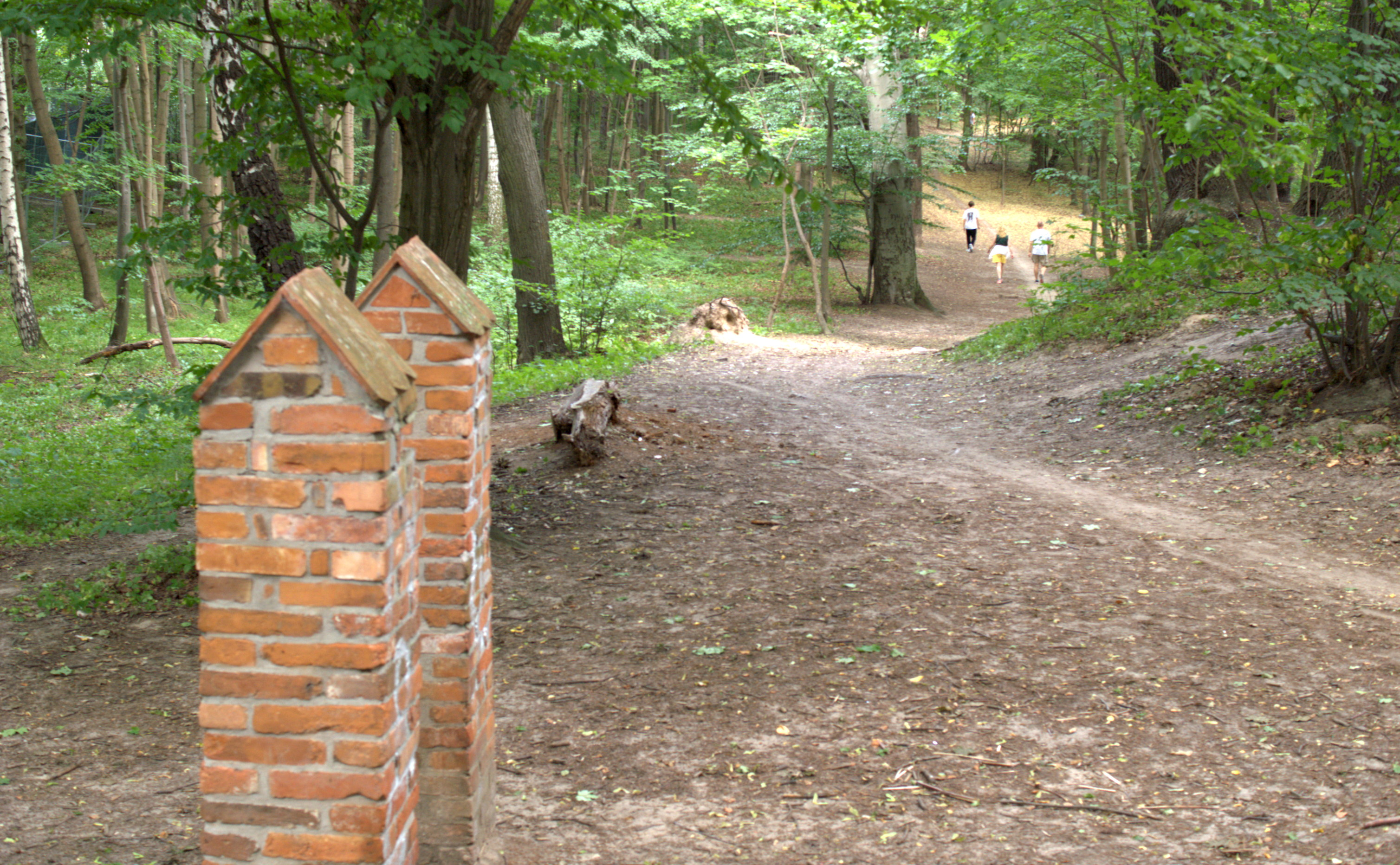